# إليزابيث شاين
إليزابيث شاين (بالإنجليزية: Elizabeth Shane)‏ هي كاتِبة وشاعرة أيرلندية، ولدت في 1877 في بلفاست في المملكة المتحدة، وتوفيت في 1951.

## وصلات خارجية
- إليزابيث شاين على موقع ميوزك برينز (الإنجليزية)
- إليزابيث شاين على موقع ديسكوغز (الإنجليزية)